# Ukrán hrivnya
A hrivnya (ukránul: гривня, IPA: [ˈɦrɪu̯nʲɐ]) Ukrajna hivatalos pénzneme. 1996-ban vezették be. Az utóbbi évek magas inflációja miatt a nemzeti bank újabb és újabb bankjegyek, illetve érmék kibocsátására kényszerült.

## Története
A Kijevi Rusz területén az értékmérő a veretlen ezüsttömb, azaz a grivna volt, aminek két fajtáját használták: a hatszögű kijevi grivna és a rúd alakú novgorodi grivna.
1996. szeptember 2-án vezették be, a Szovjetunió szétesése után bevezetett ideiglenes fizetőeszközt, a karbovanecet váltotta fel (amely 1:1 arányban váltotta fel a szovjet rubelt). Bevezetésekor 1 hrivnya 100 000 karbovanecnek felelt meg, és körülbelül a német márkával volt egyenértékű. Azóta sokat vesztett értékéből, főként az 1998-as orosz gazdasági válság során.
2014. február 7-én az ukrán jegybank mintegy 9 százalékkal leértékelte az ukrán hrivnya árfolyamát az amerikai dollárral szemben. Februárban még 1 amerikai dollár 8,7080 hrivnya volt a leértékelést követően, ám ez 2014 novemberére 14,4759 hrivnyára emelkedett, ami több mint 50 százalékos leértékelődés az amerikai dollárral szemben nyolc hónap leforgása alatt.
2015. február 5-én az ukrán jegybank 14 százalékról 19,5 százalékra emelte a refinanszírozási rátáját. A hrivnya először 10 százalékot, majd nap végére 46 százalékot veszített értékéből az amerikai dollárral szemben a kamatemelés hírére. Egy amerikai dollár a délelőtti 13 hrivnyás árfolyam után estére 24,5 hrivnya értékre emelkedett.
Az ukrán válság következtében 2015 februárjában az éves infláció 34,5% volt.
2017. december 29-én az első ukrán bankjegyek kibocsátásának 100. évfordulójára 80 000 darab 100 karbovanyeces emlékbankjegyet bocsátottak ki.

## Érmék
Érmékből 10, 50 kopijkás, valamint 1, 2, 5 és 10 hrivnyás címletek vannak forgalomban.
2018 márciusában a nemzeti bank bejelentette, hogy – a magas infláció miatt – leállítják az 1, 2, 5 és 10 hrivnyás bankjegyek nyomtatását, és helyette érmét bocsátanak ki. 1 és 2 hrivnyás érmét 2018. április 27-én, az 5 és 10 hrivnyás érmét 2019–2020-ban bocsátották ki. 2020 novemberében került forgalomba az 1000 hrivnyás bankjegy. 
| Kép | Névérték   | Műszaki paraméterek | Műszaki paraméterek | Műszaki paraméterek | Műszaki paraméterek | Leírás            | Leírás                            | Leírás                   | Dátumok    | Dátumok             | Dátumok                                                           |
| Kép | Névérték   | átmérő              | vastagság           | tömeg               | összetétel          | perem             | előlap                            | hátlap                   | első veret | kibocsátás          | visszavonás                                                       |
| --- | ---------- | ------------------- | ------------------- | ------------------- | ------------------- | ----------------- | --------------------------------- | ------------------------ | ---------- | ------------------- | ----------------------------------------------------------------- |
|     | 1 kopijka  | 16 mm               | 1,2 mm              | 1,5 g               | acél                | sima              | Ukrajnai trident                  | névérték                 | 1992       | 1996. szeptember 2. | 2019. szeptember 30.                                              |
|     | 2 kopijka  | 17,3 mm             | 1,2 mm              | 1,8 g               | Alumínium           | sima              | Ukrajnai trident                  | névérték                 | 1992       | 1996. szeptember 2. | 2019. szeptember 30.                                              |
|     | 5 kopijka  | 24 mm               | 1,5 mm              | 4,3 g               | acél                | bordás            | Ukrajnai trident                  | névérték                 | 1992       | 1996. szeptember 2. | 2019. szeptember 30.                                              |
|     | 10 kopijka | 16,3 mm             | 1,25 mm             | 1,7 g               | alumínium-bronz     | bordás            | Ukrajnai trident                  | névérték                 | 1992       | 1996. szeptember 2. | forgalomban                                                       |
|     | 25 kopijka | 20,8 mm             | 1,35 mm             | 2,9 g               | alumínium-bronz     | bordás és sima    | Ukrajnai trident                  | névérték                 | 1992       | 1996. szeptember 2. | 2018. július 1. óta nem bocsátják ki, 2020. október 1-től kivonva |
|     | 50 kopijka | 23 mm               | 1,55 mm             | 4,2 g               | alumínium-bronz     | bordás és sima    | Ukrajnai trident                  | névérték                 | 1992       | 1996. szeptember 2. | forgalomban                                                       |
|     | 1 hrivnya  | 26 mm               | 1,85 mm             | 6,9 g               | alumínium-bronz     | "ОДНА ГРИВНЯ", év | Ukrajnai trident                  | névérték                 | 1992       | 1997. március 12.   | forgalomban                                                       |
|     | 1 hrivnya  | 18,9 mm             | 1,8 mm              | 3,3 g               | galvanizált acél    | bordás            | I. Vlagyimir kijevi nagyfejedelem | Ukrajna címere, névérték | 2018       | 2018. április 27.   | forgalomban                                                       |
|     | 2 hrivnya  | 20,2 mm             | 1,8 mm              | 4 g                 | galvanizált acél    | bordás            | I. Jaroszláv kijevi nagyfejedelem | Ukrajna címere, névérték | 2018       | 2018. április 27.   | forgalomban                                                       |
|     | 5 hrivnya  | 22,1 mm             | 2 mm                | 5,2 g               | galvanizált cink    | bordás            | Bohdan Hmelnickij                 | Ukrajna címere, névérték | 2018       | 2019-2020           | forgalomban                                                       |
|     | 10 hrivnya | 23,5 mm             | 2,3 mm              | 6,4 g               | galvanizált cink    | bordás            | Ivan Sztepanovics Mazepa          | Ukrajna címere, névérték | 2018       | 2019-2020           | forgalomban                                                       |

## Emlékérmék
| kép | Névérték  | Tulajdonságok | Tulajdonságok | Tulajdonságok | Tulajdonságok   | Leírás                                    | Leírás                                       | Leírás                                                                                               | Dátumok    | Dátumok           |
| kép | Névérték  | átmérő        | vastagság     | súly          | összetétel      | perem                                     | előlap                                       | hátlap                                                                                               | első veret | kibocsátás        |
| --- | --------- | ------------- | ------------- | ------------- | --------------- | ----------------------------------------- | -------------------------------------------- | --- | ---------- | ----------------- |
|     | 1 hrivnya | 26 mm         | 1,85 mm       | 6,8 g         | alumínium-bronz | ОДНА ГРИВНЯ (egy hrivnya), verési évszáma | Ukrajna címere, díszítőelemek, verés évszáma | I. Vlagyimir kijevi nagyfejedelem                                                                    | 2004       | 2004. október 25. |
|     | 1 hrivnya | 26 mm         | 1,85 mm       | 6,8 g         | alumínium-bronz | ОДНА ГРИВНЯ (egy hrivnya), verési évszáma | Ukrajna címere, díszítőelemek, verés évszáma | A náci megszállók alóli felszabadulás 60. évfordulója, kitüntetések                                  | 2004       | 2004. október 25. |
|     | 1 hrivnya | 26 mm         | 1,85 mm       | 6,8 g         | alumínium-bronz | ОДНА ГРИВНЯ (egy hrivnya), verési évszáma | Ukrajna címere, díszítőelemek, verés évszáma | A Nagy Honvédő Háború (1941-1945) győzelmének 60. évfordulója, katonák, az eget pásztázó 3 reflektor | 2005       | 2005. április 28. |
|     | 1 hrivnya | 26 mm         | 1,85 mm       | 6,8 g         | alumínium-bronz | ОДНА ГРИВНЯ (egy hrivnya), verési évszáma | Ukrajna címere, díszítőelemek, verés évszáma | A győzelem 65. évfordulója 1945-2010, a Haza hőse kitüntetés                                         | 2010       | 2010. április 28. |
|     | 1 hrivnya | 26 mm         | 1,85 mm       | 6,8 g         | alumínium-bronz | ОДНА ГРИВНЯ (egy hrivnya), verési évszáma | Ukrajna címere, díszítőelemek, verés évszáma | 2012-es labdarúgó-Európa-bajnokság                                                                   | 2012       | 2012              |

## Bankjegyek
Bankjegyekből 1, 2, 5, 10, 20, 50, 100, 200, 500 és 1000 hrivnyás címletű van forgalomban.
Négy bankjegysorozat készült, ma az első (1992-es dátummal, 1-től 20 hrivnyáig) már nincs forgalomban. A második sorozatot 1994–2001 között bocsátották ki, ma már viszonylag ritka (kivéve a magasabb címleteket). A ma elterjedt harmadik sorozat kibocsátását 2003-ban kezdték meg, a negyedik sorozat kibocsátása 2015-ben kezdődött meg.

### Első sorozat
| Kép    | Kép    | érték       | méret       | szín           | leírás                            | leírás                                           | dátum                 | dátum                 | dátum                 |
| előlap | hátlap | érték       | méret       | szín           | előlap                            | hátlap                                           | első nyomtatás        | kibocsátás            | visszavonás           |
| ------ | ------ | ----------- | ----------- | -------------- | --------------------------------- | ------------------------------------------------ | --------------------- | --------------------- | --------------------- |
|        |        | 1 hrivnya   | 135 х 70 mm | sötétzöld      | I. Vlagyimir kijevi nagyfejedelem | Herszonész romjai                                | 1992                  | 1996. szeptember 2.   | 2003. július 15.      |
|        |        | 2 hrivnya   | 135 х 70 mm | barna          | I. Jaroszláv kijevi nagyfejedelem | Kijevi Szent Szófia-székesegyház                 | 1992                  | 1996. szeptember 2.   | 2003. július 15.      |
|        |        | 5 hrivnya   | 135 х 70 mm | sötétkék       | Bohdan Hmelnickij                 | Szubotiv falu műemlék temploma                   | 1992                  | 1996. szeptember 2.   | 2003. július 15.      |
|        |        | 10 hrivnya  | 135 х 70 mm | ibolya         | Ivan Mazepa                       | Pecserszka lavra                                 | 1992                  | 1996. szeptember 2.   | 2003. július 15.      |
|        |        | 20 hrivnya  | 135 х 70 mm | sárga és barna | Ivan Franko                       | Lviv operaháza                                   | 1992                  | 1996. szeptember 2.   | 2003. július 15.      |
|        |        | 50 hrivnya  | 135 х 70 mm | vörös          | Mihajlo Hrusevszkij               | Kijevi városháza (volt Központi Tanács székháza) | nem került forgalomba | nem került forgalomba | nem került forgalomba |
|        |        | 100 hrivnya | 135 х 70 mm | zöld           | Tarasz Hrihorovics Sevcsenko      | Verhovna Rada épülete                            | nem került forgalomba | nem került forgalomba | nem került forgalomba |

### Második sorozat
| Kép    | Kép    | érték       | méret       | szín              | Leírás                            | Leírás                            | Dátum          | Dátum               | Dátum                |
| Előlap | hátlap | érték       | méret       | szín              | Előlap                            | Hátlap                            | első nyomtatás | kibocsátás          | visszavonás          |
| ------ | ------ | ----------- | ----------- | ----------------- | --------------------------------- | --------------------------------- | -------------- | ------------------- | -------------------- |
|        |        | 1 hrivnya   | 133 × 66 mm | zöld és barna     | I. Vlagyimir kijevi nagyfejedelem | Herszonész romjai                 | 1994           | 1996. szeptember 2. | 2004. december 1.    |
|        |        | 2 hrivnya   | 133 × 66 mm | barna             | I. Jaroszláv kijevi nagyfejedelem | Kijevi Szent Szófia-székesegyház  | 1995           | 1997. szeptember 1. | 2004. szeptember 28. |
|        |        | 5 hrivnya   | 133 × 66 mm | kék               | Bohdan Hmelnickij                 | Szubotiv falu műemlék temploma    | 1994           | 1997. szeptember 1. | 2004. június 14.     |
|        |        | 10 hrivnya  | 133 × 66 mm | barna és sárga    | Ivan Sztepanovics Mazepa          | Pecserszka lavra harangtornya     | 1994           | 1997. szeptember 1. | 2010. január 1.      |
|        |        | 20 hrivnya  | 133 × 66 mm | barna és zöld     | Ivan Franko                       | Lviv operaháza                    | 1995           | 1997. szeptember 1. | 2010. január 1.      |
|        |        | 50 hrivnya  | 133 × 66 mm | sárga és ibolya   | Mihajlo Hrusevszkij               | Az ukrán parlament épülete (Rada) | -              | 1996. szeptember 2. | 2010. január 1.      |
|        |        | 100 hrivnya | 133 × 66 mm | rózsaszín és zöld | Tarasz Hrihorovics Sevcsenko      | Kijevi Szent Szófia-székesegyház  | -              | 1996. szeptember 2. | 2010. január 1.      |
|        |        | 200 hrivnya | 133 × 66 mm | kék               | Leszja Ukrajinka                  | A lucki vár kaputornya            | -              | 2001. augusztus 22. | 2010. január 1.      |

### Harmadik sorozat
| Kép    | Kép    | Névérték    | méret       | szín        | leírás                            | leírás                                         | Dátumok         | Dátumok              | Dátumok          |
| előlap | hátlap | Névérték    | méret       | szín        | előlap                            | hátlap                                         | első nyomatatás | kibocsátás           | visszavonás      |
| ------ | ------ | ----------- | ----------- | ----------- | --------------------------------- | ---------------------------------------------- | --------------- | -------------------- | ---------------- |
|        |        | 1 hrivnya   | 118 × 63 mm | szürke      | I. Vlagyimir kijevi nagyfejedelem | Kijev Vlagyimir idejében                       | 2004            | 2004. december 1.    | 2020. október 1. |
|        |        | 1 hrivnya   | 118 × 63 mm | sárgáskék   | I. Vlagyimir kijevi nagyfejedelem | Kijev Vlagyimir idejében                       | 2006            | 2006. május 22.      | 2020. október 1. |
|        |        | 2 hrivnya   | 118 × 63 mm | barna       | I. Jaroszláv kijevi nagyfejedelem | Kijevi Szent Szófia-székesegyház               | 2004            | 2004. szeptember 28. | 2020. október 1. |
|        |        | 5 hrivnya   | 118 × 63 mm | kék         | Bohdan Hmelnickij                 | Szubotiv falu műemlék temploma                 | 2004            | 2004. június 14.     | 2020. október 1. |
|        |        | 10 hrivnya  | 124 × 66 mm | ibolya      | Ivan Sztepanovics Mazepa          | Pecserszka lavra harangtornya                  | 2004            | 2004. november 1.    | 2020. október 1. |
|        |        | 20 hrivnya  | 130 × 69 mm | zöld        | Ivan Jakovics Franko              | Lviv operaháza                                 | 2003            | 2003. december 1.    | forgalomban      |
|        |        | 50 hrivnya  | 136 × 72 mm | ibolya      | Mihajlo Szerhijovics Hrusevszkij  | Az ukrán parlament épülete (Rada)              | 2004            | 2004. március 29.    | forgalomban      |
|        |        | 100 hrivnya | 142 × 75 mm | Olíva       | Tarasz Hrihorovics Sevcsenko      | Cserkaszi melletti tájkép, előtérben korbázok. | 2005            | 2006. február 20.    | forgalomban      |
|        |        | 200 hrivnya | 148 × 75 mm | rózsaszín   | Leszja Ukrajinka                  | A lucki vár kaputornya                         | 2007            | 2007. május 28.      | forgalomban      |
|        |        | 500 hrivnya | 154 × 75 mm | barna, zöld | Hrihorij Szavics Szkovoroda       | Mohila Akadémia épülete                        | 2006            | 2006. szeptember 15. | forgalomban      |

### Negyedik sorozat
2015. március 9-én kibocsátották az új bankjegysorozat első darabját, a 100 hrivnyás bankjegyet. 2016-ban bocsátották ki az 500 hrivnyás bankjegyet. 2018-ban bocsátották a megújított 20 hrivnyás bankjegyet. 2019. október 25-én bocsátották ki az 1000 hrivnyás bankjegyet.
| Kép                 | Kép                 | Névérték     | méret       | szín             | leírás                           | leírás                                            | Dátumok        | Dátumok              | Dátumok     |
| előlap              | hátlap              | Névérték     | méret       | szín             | előlap                           | hátlap                                            | első nyomtatás | kibocsátás           | visszavonás |
| ------------------- | ------------------- | ------------ | ----------- | ---------------- | -------------------------------- | ------------------------------------------------- | -------------- | -------------------- | ----------- |
|                     |                     | 20 hrivnya   | 130 × 69 mm | zöld             | Ivan Jakovics Franko             | Lviv operaháza                                    | 2018           | 2018. szeptember 25. | forgalomban |
| 50 hryven' obverse  | 50 hryven' reverse  | 50 hrivnya   | 136 × 72 mm | ibolya           | Mihajlo Szerhijovics Hrusevszkij | Az ukrán parlament épülete (Rada)                 | 2019           | 2019. december 20.   | forgalomban |
|                     |                     | 100 hrivnya  | 142 × 75 mm | olíva            | Tarasz Hrihorovics Sevcsenko     | A Kijevi Egyetem piros épülete                    | 2014           | 2015. március 9.     | forgalomban |
| 200 hryven' obverse | 200 hryven' obverse | 200 hrivnya  | 148 × 75 mm | rózsaszín        | Leszja Ukrajinka                 | A lucki vár kaputornya                            | 2019           | 2020. február 25.    | forgalomban |
|                     |                     | 500 hrivnya  | 154 × 75 mm | barna, zöld, kék | Hrihorij Szavics Szkovoroda      | Mohila Akadémia épülete                           | 2015           | 2016. április 11.    | forgalomban |
|                     |                     | 1000 hrivnya | 160 x 75 mm | ibolya           | Vlagyimir Ivanovics Vernadszkij  | Országos Tudományos Akadémia elnökségének épülete | 2019           | 2019. október 25.    | forgalomban |

## Emlékbankjegyek[24]
Az első emlékbankjegyet 2011-ben adták ki. 2021-ben, Ukrajna függetlenségének 30. évfordulójára minden címletből kiadtak egy emlékváltozatot.
| Kép    | Kép    | Névérték     | méret       | szín             | leírás                                 | leírás                                            | Dátumok        | Dátumok             | Dátumok     | Megjegyzés                                                |
| előlap | hátlap | Névérték     | méret       | szín             | előlap                                 | hátlap                                            | első nyomtatás | kibocsátás          | visszavonás | Megjegyzés                                                |
| ------ | ------ | ------------ | ----------- | ---------------- | -------------------------------------- | ------------------------------------------------- | -------------- | ------------------- | ----------- | --------------------------------------------------------- |
|        |        | 20 hrivnya   | 130 × 69 mm | zöld             | Ivan Jakovics Franko                   | Lviv operaháza                                    | 2016           | 2016. szeptember 1. | forgalomban | Ivan Franko író születésének 160. évfordulója             |
|        |        | 20 hrivnya   | 130 × 69 mm | zöld             | Ivan Jakovics Franko                   | Lviv operaháza                                    | 2021           | 2021                | forgalomban | Ukrajna függetlenségének 30. évfordulója                  |
|        |        | 20 hrivnya   | 165 × 80 mm | kék, sárga       | Ukrán katonák kitűzik az ukrán zászlót | Összebilincselt kezek                             | 2023           | 2023                | forgalomban | A 2022-es orosz invázió 1. évfordulója                    |
|        |        | 50 hrivnya   | 136 × 72 mm | ibolya           | Mihajlo Szerhijovics Hrusevszkij       | Az ukrán parlament épülete (Rada)                 | 2011           | 2011                | forgalomban | Az Ukrán Nemzeti Bank megalapulásának 20. évfordulója     |
|        |        | 50 hrivnya   | 136 × 72 mm | ibolya           | Mihajlo Szerhijovics Hrusevszkij       | Az ukrán parlament épülete (Rada)                 | 2021           | 2021                | forgalomban | Ukrajna függetlenségének 30. évfordulója                  |
|        |        | 100 hrivnya  | 142 × 75 mm | olíva            | Tarasz Hrihorovics Sevcsenko           | A Kijevi Egyetem piros épülete                    | 2021           | 2021                | forgalomban | Ukrajna függetlenségének 30. évfordulója                  |
|        |        | 200 hrivnya  | 148 × 75 mm | rózsaszín        | Leszja Ukrajinka                       | A lucki vár kaputornya                            | 2021           | 2021                | forgalomban | Ukrajna függetlenségének 30. évfordulója                  |
|        |        | 500 hrivnya  | 154 × 75 mm | barna, zöld, kék | Hrihorij Szavics Szkovoroda            | Mohila Akadémia épülete                           | 2021           | 2021                | forgalomban | Hrihorij Szavics Szkovoroda születésének 300. évfordulója |
|        |        | 500 hrivnya  | 154 × 75 mm | barna, zöld, kék | Hrihorij Szavics Szkovoroda            | Mohila Akadémia épülete                           | 2021           | 2021                | forgalomban | Ukrajna függetlenségének 30. évfordulója                  |
|        |        | 1000 hrivnya | 160 x 75 mm | ibolya           | Vlagyimir Ivanovics Vernadszkij        | Országos Tudományos Akadémia elnökségének épülete | 2021           | 2021                | forgalomban |                                                           |

## Fordítás
- Ez a szócikk részben vagy egészben  a(z)   Гривня című ukrán Wikipédia-szócikk ezen változatának fordításán alapul.  Az eredeti cikk szerkesztőit annak laptörténete sorolja fel. Ez a jelzés csupán a megfogalmazás eredetét és a szerzői jogokat jelzi, nem szolgál a cikkben szereplő információk forrásmegjelöléseként.